# Sex tänkarhattar
Sex tänkarhattar (engelska: Six Thinking Hats), eller förkortat de Bonos hattar, är en tankemetod från en bok med samma namn skriven av läkaren, psykologen och författaren Edward de Bono år 1985.
De sex tänkarhattarna symboliserar olika sätt att tänka, och ska användas genom att man enskilt eller i grupp fokuserar på ett problem från sex olika perspektiv. De sex hattarna har olika färger och tas på antingen mentalt eller fysiskt. Metoden har använts på flera företag. Det ges kurser i hur man ska leda möten där de sex tänkarhattarna används. Edward de Bono är känd för att ha etablerat begreppet lateralt tänkande.

## Syften med tänkarhattar
- Fokusera och förbättra tänkandet.
- Uppmuntra kreativt, parallellt och lateralt tänkande.
- Förbättra kommunikation.
- Effektivisera beslutsfattande.

## Hattarna
- Vit hatt representerar information och fakta.
- Röd hatt representerar intuition och känslor, vilket inte behöver motiveras.
- Gul hatt representerar positiva möjligheter som motiveras logiskt.
- Svart hatt representerar risker, hot och söker hinder som motiveras logiskt.
- Grön hatt representerar det kreativa, och används för alternativ och nya lösningsförslag.
- Blå hatt representerar process, eller tänkandet om tänkandet. Till exempel kan man under blå hatt säga att "nu behövs det lite mer grön hatt-tänkande". Sammanfattar, drar slutsatser och fattar beslut.

I Sverige har bland annat Laholms kommun använt tänkarhattar i sin verksamhet. Ett inköp av 60 tänkarhattar för sammanlagt 18 000 kronor blev uppmärksammat. Hattarna lånades senare ut för användning inom Ekobrottsmyndigheten. Även företaget Vattenfall har använt metoden i sin organisationsutveckling.